# Magnetic Scrolls
Magnetic Scrolls était un développeur de jeu vidéo britannique qui exista entre 1984 et 1990. Le studio était un pionnier des aventures en mode texte aux effets audiovisuels recherchés ; c'est l'un des deux studios de développement de fiction interactive des années 80 les plus importants et reconnus.

## Histoire
Originaires de Woolwich, à Londres, Ken Gordon, Hugh Steers et Rob Steggles découvrirent les jeux Infocom sur Apple II dans les années 80, et codèrent leurs propres jeux dans ce style. Ken et Hugh rencontrèrent Anita Sinclair, qui travaillait alors pour Clive Sinclair (aucun lien de parenté entre les deux) à Sinclair Research ; ils décidèrent alors de fonder un studio tous les trois pour créer et commercialiser des jeux pour le Sinclair QL, qui allait sortir. Magnetic Scrolls vit le jour au printemps 1984.
Pour leur premier jeu d'aventure, ils demandèrent à Rob Steggles, meneur de jeu accompli dans leur groupe de joueurs de Donjons et Dragons, d'écrire un scénario pendant l'été, avant qu'il ne parte à l'université en septembre. Le jeu fut ensuite programmé pour le Sinclair QL, ce qui donnera QL Pawn, qui sortit fin 1985. Les ventes ne furent pas bonnes, ce qui était principalement dû au fait que le Sinclair QL ne se vendait pas bien. Forts de ce constat, Anita alla voir Tony Rainbird, qui venait de lancer le label Rainbird, et qui se montra très intéressé par leurs jeux d'aventure ; il leur demanda de les porter sur d'autres ordinateurs basés sur le même processeur que le Sinclair QL, comme l'Atari ST, et de rajouter des images. The Pawn sortit au printemps 1986 sur l'Atari ST, et bénéficia de très bonnes critiques, notamment pour ses graphismes époustouflants pour l'époque.
Magnetic Scrolls publia deux nouveaux jeux en 1987. Rob Steggles écrivit, encore une fois pendant l'été, The Guild of Thieves, qui se passait dans le même monde que The Pawn, et qui était un jeu plus accessible. Il y eut aussi Jinxter, écrit par Georgina Sinclair (la sœur d'Anita) et Michael Bywater. À cette même époque, le studio devint également proche d'Infocom, et une relation de collègues, plutôt que de compétiteurs, s'installa entre les deux entreprises, qui s'appréciaient mutuellement.
En 1988, Magnetic Scrolls publia Corruption, un thriller contemporain écrit une fois de plus par Rob Steggles, ainsi que Fish!, un jeu à l'ambiance surréaliste où l'on incarne un poisson qui voyage de dimension en dimension. Myth, une mini-aventure, fut publié en 1989, mais uniquement dans le club "Official Secrets", un club de joueurs d'aventure créé par Tony Rainbird, mais le club ne dura pas longtemps.
En 1990, Magnetic Scrolls créa une nouvelle interface, Magnetic Windows, avec plus de fonctionnalités (icônes, fenêtres séparant les images du texte, tracé automatique de cartes...) qui tiraient parti des capacités de l'Amiga et de l'Atari ST. Wonderland sorti cette année-là, mais le jeu d'aventure était alors en pleine révolution, vers le point-and-click des jeux LucasArts. L'entreprise cessa d'exister en 1992, et fut rachetée par MicroProse ; certains membres du studio contribuèrent à la création du jeu The Legacy: Realm of Terror, mais le nom de Magnetic Scrolls ne fut plus utilisé par la suite.

## Liste de jeux
- The Pawn (1985, Rainbird)
- The Guild of Thieves (1987, Rainbird)
- Jinxter (1987, Rainbird)
- Corruption (1988, Rainbird)
- Fish! (1988, Rainbird)
- Myth (1989, Rainbird)
- Wonderland (1990, Virgin Interactive)
- The Magnetic Scrolls Collection Vol 1 (1991, Virgin Interactive)
- The Legacy: Realm of Terror (1993, MicroProse)